# Penicillinezuur
Penicillinezuur is een mycotoxine dat aangemaakt wordt door schimmels. De stof is een antibioticum.

## Voorkomen
Penicillinezuur wordt geproduceerd door schimmels van het genus Penicillium en Aspergillus. De stof komt voornamelijk voor in tabak, bonen en maïs, gewassen waar de schimmels in aanwezig zijn.